# Landesegel
Ein Landesegel (auch Schleppsegel oder Stausegel) ist eine geschleppte, mit querlaufenden Stützstreben verstärkte Plane, die von Schiffen auf dem Wasser gezogen wird, so dass auf dem Wasser gelandete Seeflugzeuge darauf auffahren und vom Flugzeughebekran auf das Schiff übernommen werden können. Es wurde in den 1930er-Jahren angewandt, damit Seeflugzeuge mit Hilfe des Landesegels auf die Flugstützpunktschiffe übernommen werden konnten, und wurde auch auf Kriegsschiffen verwendet, die mit leichten Bordflugzeugen zur Feindaufklärung ausgerüstet waren.
Ein für Wasserflugzeuge mit zwei Schwimmern ausgelegtes Landesegel hatte beispielsweise die Abmessungen 30–40 m Länge und etwa 10 m Breite. Es wurde mit Stahltrossen am Schiffsheck befestigt. Kleinere Landesegel für die kleineren Bordflugzeuge der Kriegsschiffe wurden auf der Seite ausgeschwenkt und im Wasser geschleppt. Das Segel glättete die Wellen und bildete aufgrund des Wasserstaus eine relativ feste Fläche, auf die Wasserflugzeuge auffahren konnten. Das Flugzeug wurde dann mit einem Kran an Bord genommen. Bei allen seeflugzeugtragenden Schiffen mit Katapult, wie den Flugstützpunktschiffen, Katapultschiffen, Schleuderschiffen und den Artilleriekriegsschiffen starteten die Flugzeuge vom Katapult aus. Bei Flugsicherungsschiffen und einigen anderen flugzeugtragenden Seefahrzeugen wurden sie wieder auf Wasser gesetzt, für den Eigenstart vom Wasser aus. Bei den in Deutschland verwendeten Landesegeln unterschied man das Kiwullsche Landesegel und seine Weiterentwicklung, das Heinsche Landesegel.
Bei der US-amerikanischen Kriegsmarine gebräuchliche Landesegel („recovery sled“) waren schmaler, da sie nur den mittleren der drei Flugzeugschwimmer aufnehmen sollten.
Im Kampfeinsatz von Kriegsschiffen war ein Landesegel hinderlich, so dass man mit Kriegsbeginn 1939 auf sie verzichtete.